# Santiago (comuna)
Santiago es una comuna de la ciudad homónima, capital de Chile. Es la capital de la provincia de Santiago. Fue establecida en 1928 a partir de la fusión de numerosas otras comunas de la antigua provincia de Santiago.
Corresponde al sector central de la ciudad, por ello es conocida como Santiago Centro o Centro de Santiago, lo que ayuda a diferenciar la comuna de la conurbación del Gran Santiago. Alberga al centro histórico, a los primeros barrios de la ciudad y a los principales organismos del Estado.
Es la tercera comuna más poblada del país, solo por detrás de Puente Alto y Maipú, además de la más densamente poblada. Limita al norte con Independencia y Recoleta, al este con Providencia y Ñuñoa, al sur con San Joaquín, San Miguel y Pedro Aguirre Cerda, y al oeste con Estación Central y Quinta Normal.

## Historia
La comuna de Santiago fue establecida con el DFL 8583 del 28 de enero de 1928 del presidente Carlos Ibáñez del Campo. Este fusionó numerosas comunas y subdelegaciones del país. En el caso de Santiago, se fusionaron las antiguas comunas de Cañadilla, Estación, Maestranza, Parque Cousiño, Portales, Recoleta, San Lázaro, Santa Ana, Santa Lucía y Universidad. Estas comunas, y su territorio correspondiente, constituían en tiempos anteriores el cabildo y municipalidad de Santiago. Así queda conformada definitivamente la comuna y subdelegación de Santiago, limitando al norte con las comunas de Recoleta y Quinta Normal ; al oriente con Providencia y Ñuñoa; al sur con San Miguel y La Cisterna; y al poniente con Maipú y Renca.
En 1981, y debido a la reorganización administrativa del país y la ciudad, la comuna de Santiago fue dividida (mediante el decreto con fuerza de ley 1-3260 del 18 de marzo de 1981) y modificados sus límites comunales, dando paso luego a la formación de nuevas comunas, como Recoleta (1981), Estación Central (1985) e Independencia (1991). Así, el barrio Bellavista, el Cementerio General, la Vega Central, la Estación Central de Santiago, el Hipódromo Chile y el Matadero Lo Valledor, pasaron a pertenecer a otras comunas.

## Medio ambiente

### Geomorfología y componentes abióticos

Trazado simplificado de los ecosistemas y cuerpos de agua presentes en la comuna de Santiago.

La comuna de Santiago se encuentra emplazada en la unidad geomorfológica de Cuenca de Santiago; y presenta según la clasificación climática de Köppen clima mediterráneo de lluvia invernal (Csb). Esta además se halla en la cuenca hidrográfica de río Maipo. Además, la comuna posee diversos cuerpos de agua, entre los que se destacan el río Mapocho y el Zanjón de la Aguada.

### Componentes bióticos
Dentro del territorio de la comuna se podrían hallar los siguientes ecosistemas; sin embargo, debido a que la totalidad de su superficie se halla urbanizada, no existen vestigios de zonas naturales sin intervención humana:
- Bosque espinoso mediterráneo interior donde predominan Acacia caven y Prosopis chilensis (Vulnerable)

### Medidas de protección ambiental y conflictos socioambientales
Hasta 2022, la comuna de Santiago no cuenta con áreas territoriales destinadas a la protección ambiental.
La municipalidad cobra multas de hasta 3 UTM por arrojar basura en los parques y plazas que administra.

### Áreas verdes

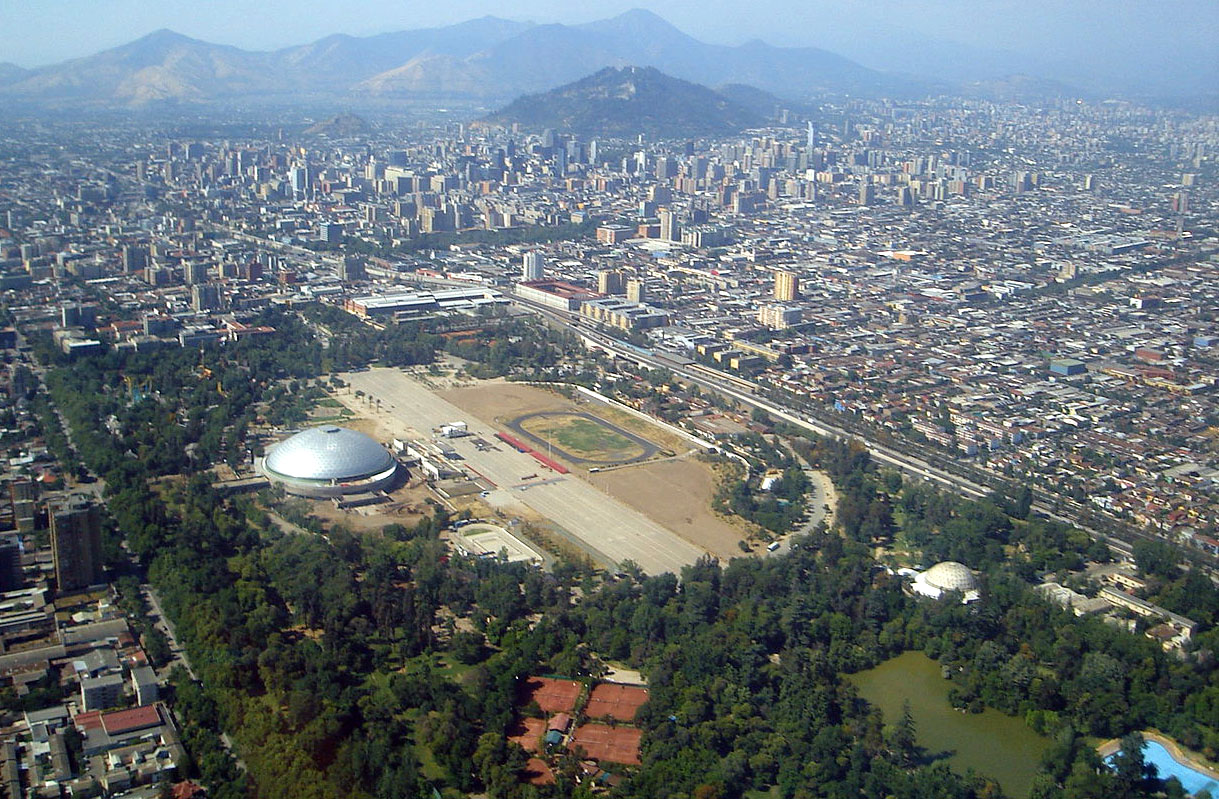
Parque O'Higgins.

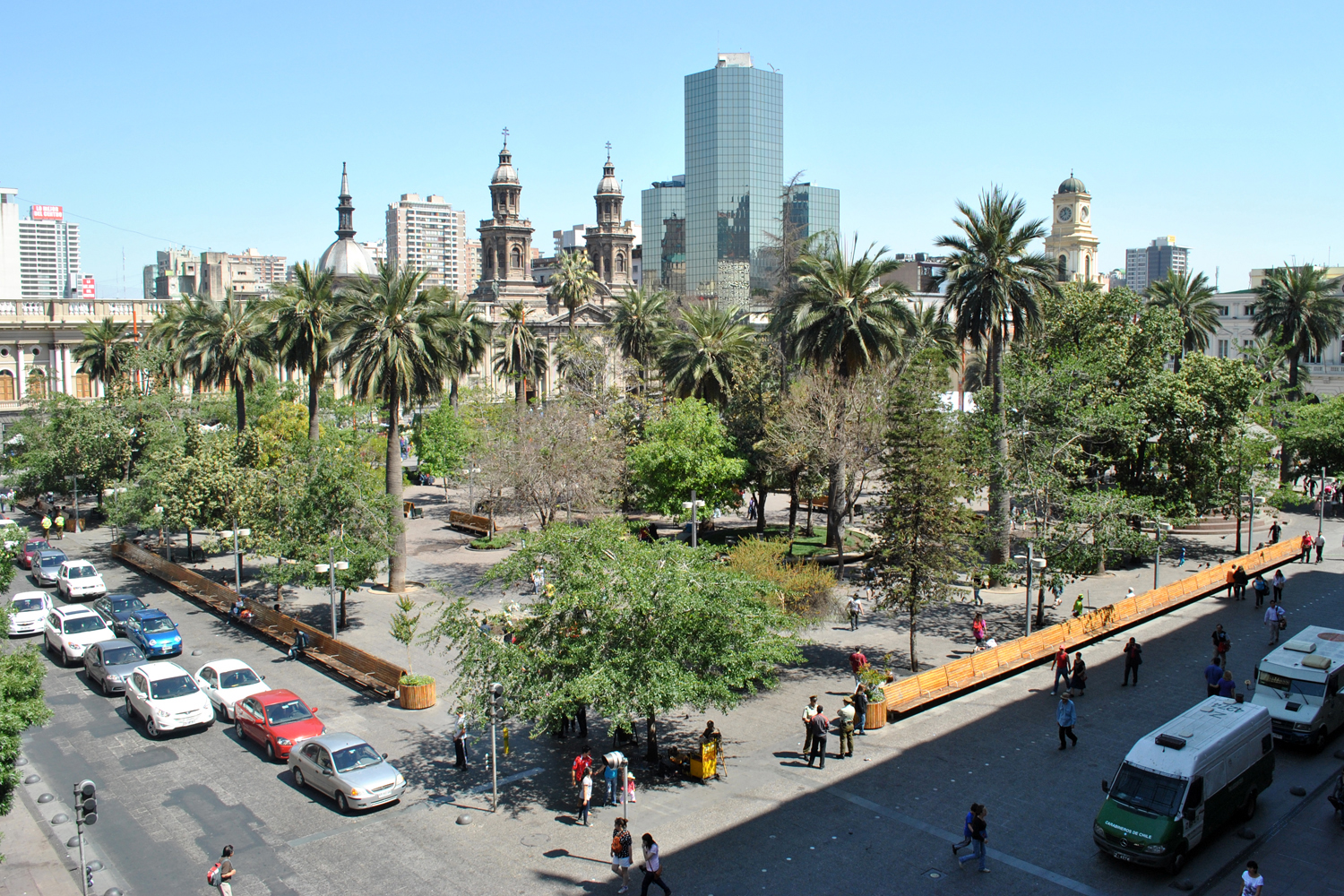
Plaza de Armas de Santiago.

Santiago Centro cuenta con una gran variedad de áreas verdes. Entre los más destacados se encuentra el histórico Cerro Santa Lucía, un parque elevado que ofrece vistas panorámicas de la ciudad y alberga importantes monumentos y jardines.
Otro pulmón verde es el Parque Almagro, situado al sur del centro, es un espacio abierto que acoge actividades comunitarias y recreativas, mientras que el Parque de Los Reyes y el Parque de Escalada Los Silos brindan áreas deportivas y espacios de esparcimiento.
El emblemático Parque Quinta Normal es conocido por albergar museos y ser un importante centro cultural y recreativo de la ciudad. Junto a él, el Parque Forestal, a lo largo del río Mapocho, es otro de los grandes parques de Santiago, ideal para caminatas, paseos en bicicleta y actividades al aire libre. El Parque O'Higgins, por su parte, es uno de los más grandes de la comuna, siendo sede de eventos culturales, ferias y conciertos.
Otros espacios significativos incluyen el Parque Portales y el Parque San Borja, la Plaza Benjamín Vicuña Mackenna, la Plaza Brasil, la histórica Plaza de Armas de Santiago, y la simbólica Plaza de la Ciudadanía frente al Palacio de La Moneda.
Por último, otras plazas notables son la Plaza de la Constitución, ubicada junto al Palacio de Gobierno, la Plaza Mulato Gil de Castro, conocida por su cercanía a centros culturales, y la Plaza Yungay, un referente en el tradicional barrio homónimo.

## Demografía
Según los datos recolectados en el censo del Instituto Nacional de Estadísticas de 2017, la comuna tiene una superficie de 22,4 km² y una población de 404 495 habitantes. Según el mismo censo, se estima que la población alcance a 430 114 para 2020.

### Barrios
Los barrios de la comuna son:
- Barrio Balmaceda
- Barrio Bellas Artes
- Barrio Bogotá
- Barrio Brasil
- Barrio Cívico de Santiago
- Barrio Club Hípico
- Barrio Concha y Toro
- Barrio Copiapó
- Barrio Cummings
- Barrio Dieciocho
- Barrio Ejército
- Barrio Franklin
- Barrio Huemul
- Barrio Judicial
- Barrio La Bolsa
- Barrio Lastarria
- Barrio Mapocho
- Barrio Matta Sur
- Barrio Meiggs
- Barrio Panamá
- Barrio París-Londres
- Barrio Parque Almagro
- Barrio Parque Forestal
- Barrio Pedro Montt
- Barrio República
- Barrio San Borja
- Barrio San Diego
- Barrio San Eugenio
- Barrio San Isidro
- Barrio San Pablo
- Barrio San Vicente
- Barrio Santa Ana
- Barrio Santa Elena
- Barrio Santa Isabel
- Barrio Santa Rosa
- Barrio Sierra Bella
- Barrio Viel
- Barrio Yungay

## Administración

### Municipalidad

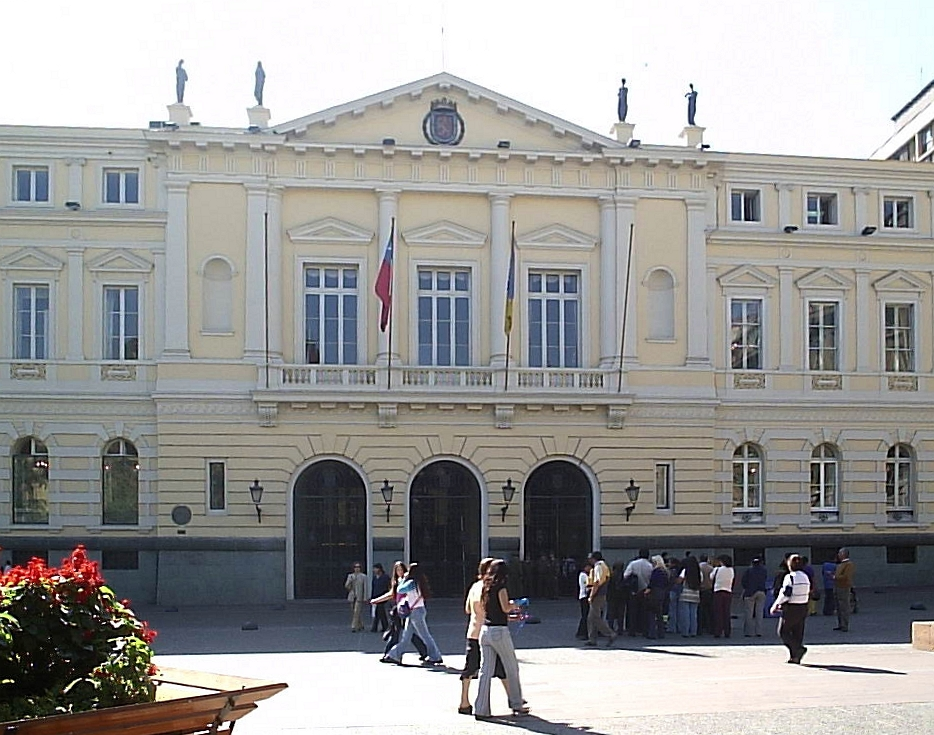
Municipalidad de Santiago.

La Municipalidad de Santiago es dirigida para el período 2024-2028 por el alcalde Mario Desbordes Jimenez (RN), quien trabaja junto a un concejo municipal normativo y fiscalizador de la administración. Los concejales son:
- Juan Mena Echeverría (RN)
- Santiago Mekis Arnolds (RN)
- María José Ramírez Calquin (RN)
- Vicente Martínez Álvarez (REP)
- Carolina Prieto Nuñez (REP)
- Luis Mackenna Irarrázaval (UDI)
- Dafne Concha Ferrando (PC)
- Camila Davagnino Reyes (PC)
- Ana Yáñez Varas (FA)
- Claudia Ramírez Martínez (PAVP)

La municipalidad administra lugares de comunas colindantes al poseer mayor presupuesto. En Pedro Aguirre Cerda el Club del Rodeo Chileno Gil Letelier y el Parque Centenario, y en Quinta Normal con el Internado Nacional Barros Arana, el Parque Quinta Normal y un sector del Parque de Los Reyes, por lo que dichos sectores pertenecen a ésta comuna.

### Representación parlamentaria
Santiago forma parte de la circunscripción senatorial 7 y del distrito electoral 10. Es representada en la Cámara de Diputados del Congreso Nacional por los siguientes diputados:
- Jorge Alessandri Vergara (Unión Demócrata Independiente)
- María Luisa Cordero Velásquez (IND - RN)
- Helia Molina Milman (Partido Por la Democracia)
- Johannes Kaiser Barents-Von Hohenhagen (Partido Republicano de Chile)
- Gonzalo Winter Etcheberry (Convergencia Social)
- Lorena Fries Monleón (IND - Convergencia Social)
- Emilia Schneider Videla (Comunes)
- Alejandra Francisca Placencia Cabello (Partido Comunista de Chile)

En el Senado, la representan:
- Manuel José Ossandón Irarrázabal (Renovación Nacional)
- Luciano Cruz-Coke Carvallo (Evolución Política)
- Rojo Edwards Silva (Partido Republicano de Chile)
- Claudia Pascual Grau (Partido Comunista de Chile)
- Fabiola Campillai Rojas (Independiente)

## Economía

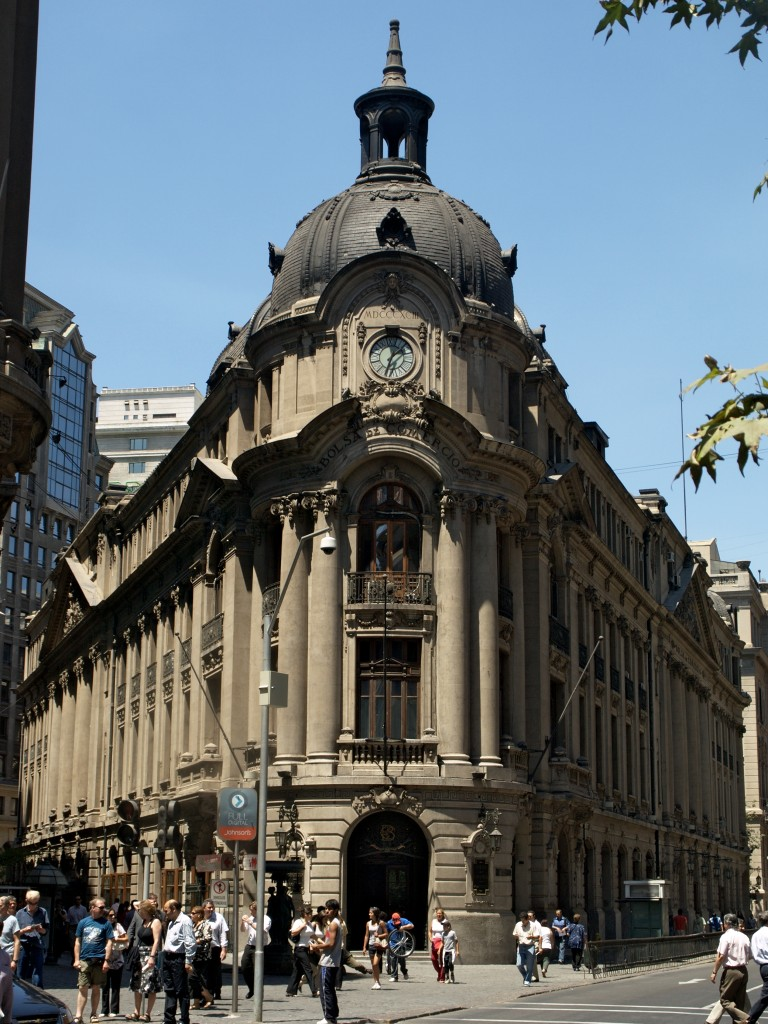
Bolsa de Comercio de Santiago.

En 2018, la cantidad de empresas registradas en Santiago fue de 47 737. El Índice de Complejidad Económica (ECI) en el mismo año fue de 4,38, mientras que las actividades económicas con mayor índice de Ventaja Comparativa Revelada (RCA) fueron Conservador de Bienes Raíces (11,27), Servicio Notarial (11,27) y Extracción de Manganeso (11,27).
Dentro de la comuna se encuentra la Bolsa de Comercio de Santiago, la cual es el principal centro de operaciones bursátiles de Chile.

### Comercio
El paseo Ahumada y el paseo Estado, ubicados entre la plaza de Armas de Santiago y la Alameda, son paseos peatonales de gran actividad comercial y de alta congestión. En ellos se encuentran las principales casas comerciales.

## Relaciones internacionales

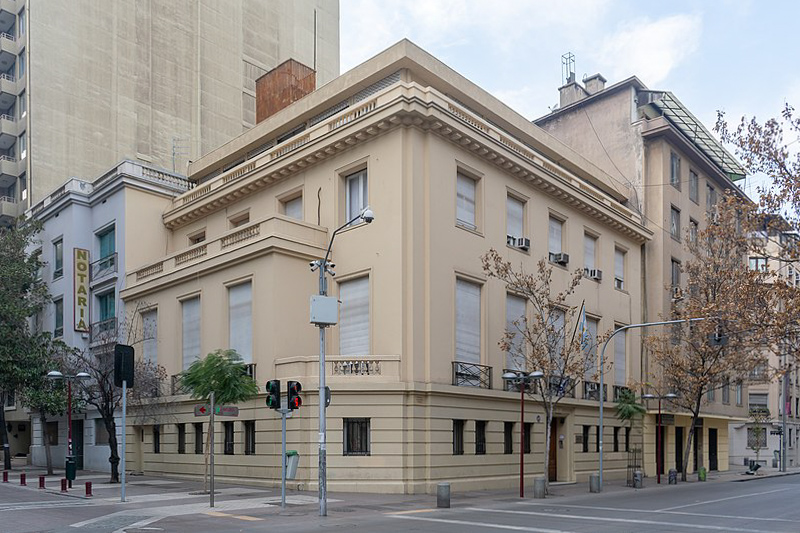
Embajada de Argentina en Santiago Centro.

La comuna de Santiago es sede de una serie de instituciones de relaciones internacionales, tales como la Unidad Regional de Asuntos Internacionales (URAI) del Gobierno Regional Metropolitano de Santiago, encargada del análisis y gestión de las relaciones bilaterales y multilaterales de la Región Metropolitana con América Latina y el resto del mundo, la Comisión de Cooperación Internacional del Consejo Regional Metropolitano de Santiago, el Ministerio de Relaciones Exteriores de Chile, el Servicio Nacional de Migraciones, la Jefatura Nacional de Migraciones y Policía Internacional de la Policía de Investigaciones, la Dirección General de Promoción de Exportaciones, la Agencia Chilena de Cooperación Internacional para el Desarrollo, la Dirección de Relaciones Internacionales del Ejército de Chile y la Oficina Migrante de la Municipalidad de Santiago.Además, Santiago Centro se caracteriza por ser la sede nacional de organizaciones culturales de países extranjeros, tales como el Instituto Chileno Británico de Cultura, el Instituto Chileno Norteamericano, el Instituto Chileno Suizo de Idiomas y Culturay el Instituto Guimarães Rosa Santiago.

### Internacionalización en educación superior
En materia de relaciones internacionales y educación superior, los principales actores dentro de la comuna de Santiago son la Vicerrectoría de Asuntos Internacionalesy Centro de Estudios Internacionales de la Pontificia Universidad Católica de Chile, la Dirección de Relaciones Internacionales de la Universidad de Chile, la Dirección General de Relaciones Internacionales de la Universidad Diego Portales,la Dirección de Relaciones Internacionalesy el Instituto Rey Sejong de la Universidad Central de Chile,  la Dirección de Cooperación Internacional de la Universidad Alberto Hurtado,la Unidad de Cooperación Internacional e Internacionalización de la Universidad Católica Silva Henríquez,y la Coordinación de Relaciones Internacionales de la Universidad del Alba.

### Embajadas
- Argentina (Embajada y Consulado General)

## Servicios

### Educación
Liceos tradicionales

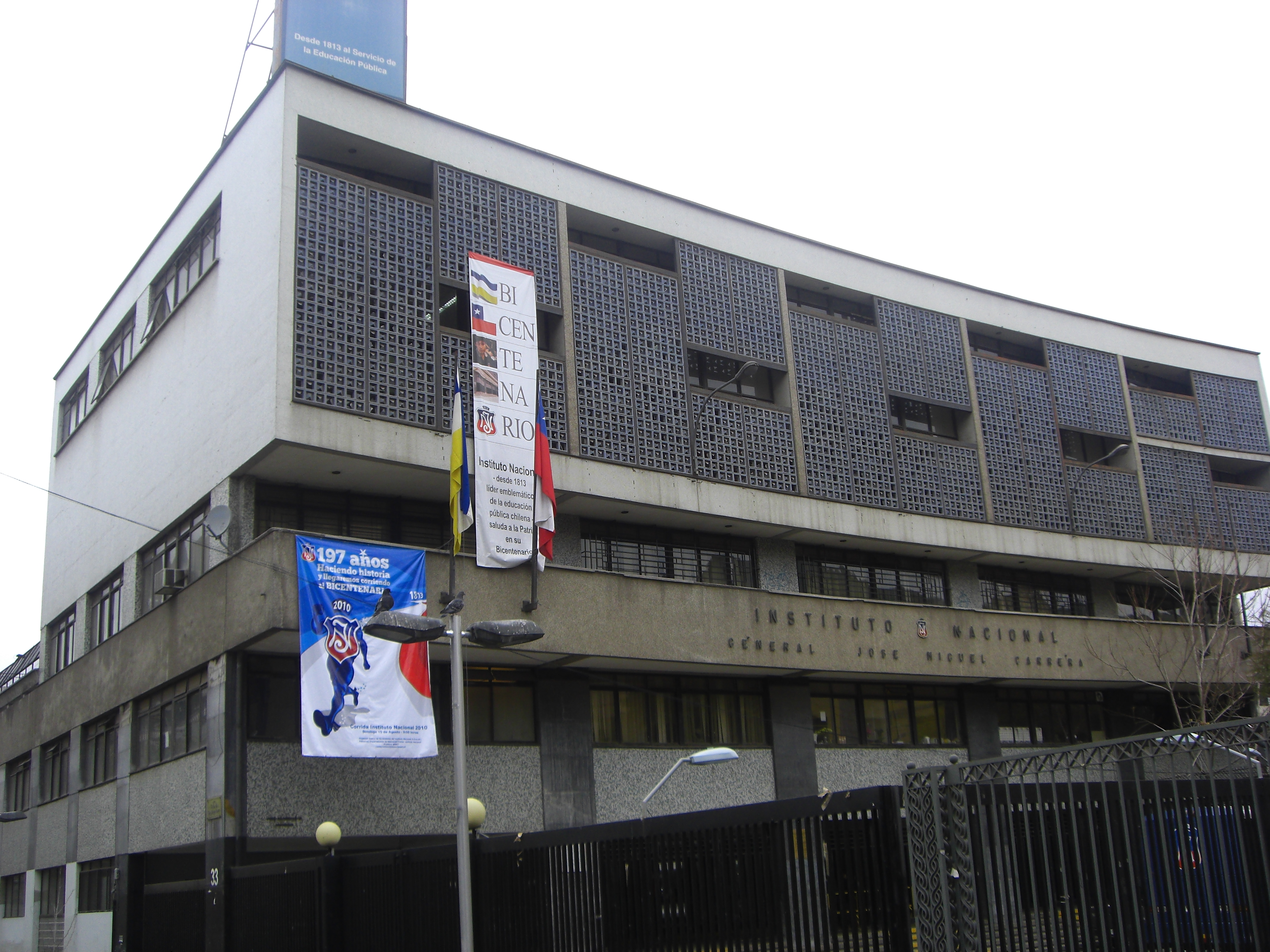
Instituto Nacional.

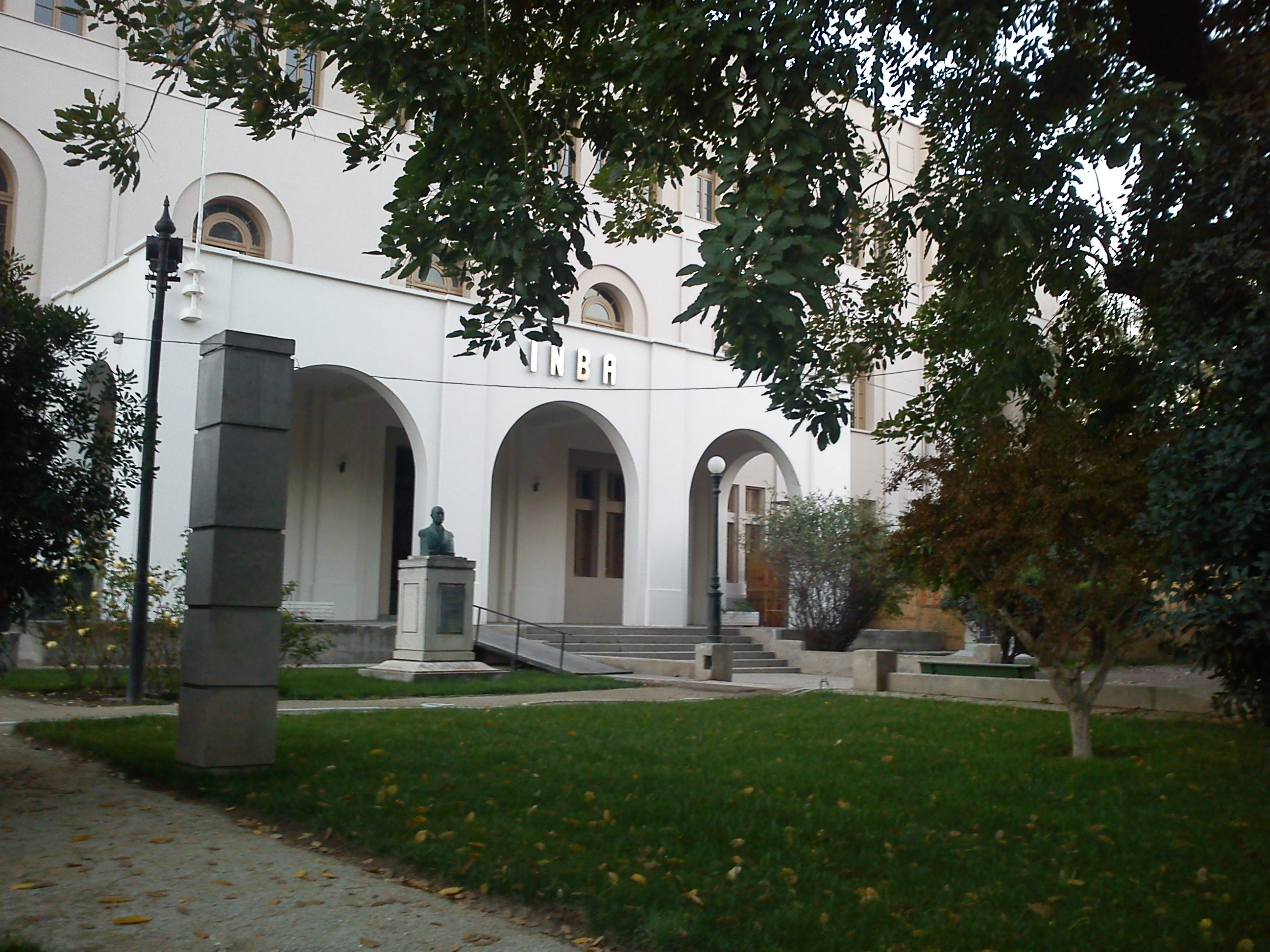
Internado Nacional Barros Arana.

- Instituto Nacional General José Miguel Carrera
- Liceo Comercial Instituto Superior de Comercio Eduardo Frei Montalva
- Internado Nacional Barros Arana
- Liceo Darío E. Salas
- Liceo de Aplicación
- Liceo Manuel Barros Borgoño
- Liceo N.º 1 Javiera Carrera
- Liceo Isaura Dinator de Guzmán
- Liceo Bicentenario Teresa Prats de Sarratea
- Liceo Miguel Luis Amunátegui
- Liceo Miguel de Cervantes y Saavedra
- Liceo Confederación Suiza
- Liceo Industrial Eliodoro García Zegers
- Liceo República de Brasil
- Liceo José de San Martín
- Liceo Comercial Gabriel González Videla

### Universidades
La comuna cuenta con el barrio Universitario de Santiago, el cual es de gestión público-privada.
Tradicionales
- Universidad de Chile
- Universidad Católica de Chile
- Universidad Tecnológica Metropolitana
- Universidad de Santiago de Chile

Privadas
- Universidad Alberto Hurtado
- Universidad Academia de Humanismo Cristiano
- Universidad de las Américas
- Universidad Bernardo O'Higgins
- Universidad del Alba
- Universidad Diego Portales
- Universidad Iberoamericana de Ciencias y Tecnología
- Universidad Mayor
- Universidad Miguel de Cervantes
- Universidad Nacional Andrés Bello
- Universidad Santo Tomás
- Universidad Central de Chile
- Universidad Católica Silva Henríquez

### Salud
La comuna cuenta con los siguientes hospitales:
- Hospital Clínico de la Universidad Católica
- Hospital de Urgencia Asistencia Pública
- Hospital San Borja Arriarán
- Hospital San Juan de Dios

### Seguridad y orden público
- Cuerpo de Bomberos de Santiago
- 1° Comisaría de Santiago Central de Carabineros
- 2° Comisaría de Santiago Central de Carabineros
- 3° Comisaría de Santiago Central de Carabineros
- 4° Comisaría de Santiago Central de Carabineros
- 34° Comisaría de Menores y Familia de Carabineros
- Cuartel General de la Policía de Investigaciones de Chile
- Jefatura Nacional de Extranjería y Policía Internacional
- Brigada Investigadora del Crimen Organizado
- Brigada de Investigaciones Policiales Especiales

## Cultura

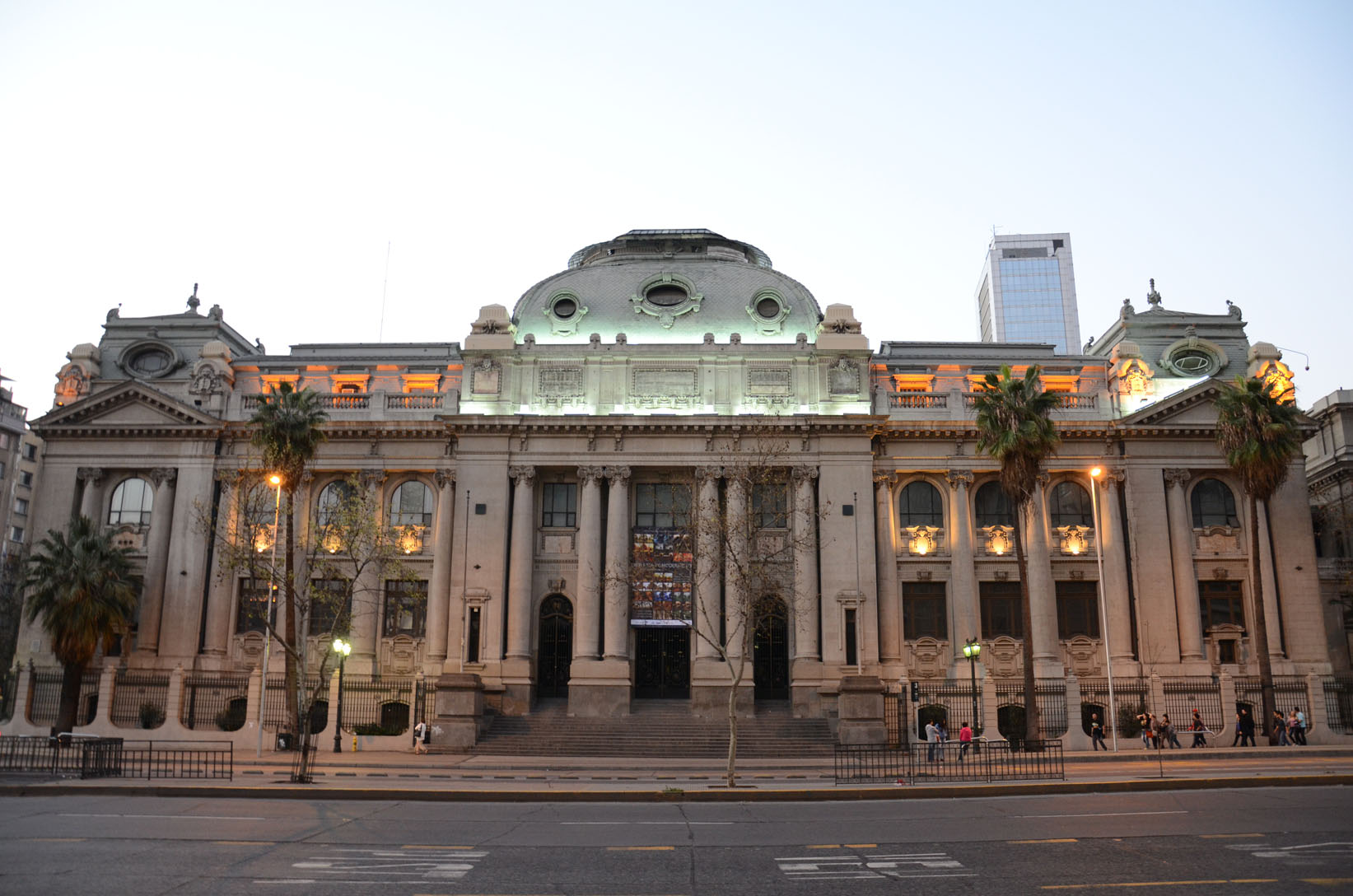
Biblioteca Nacional de Chile.

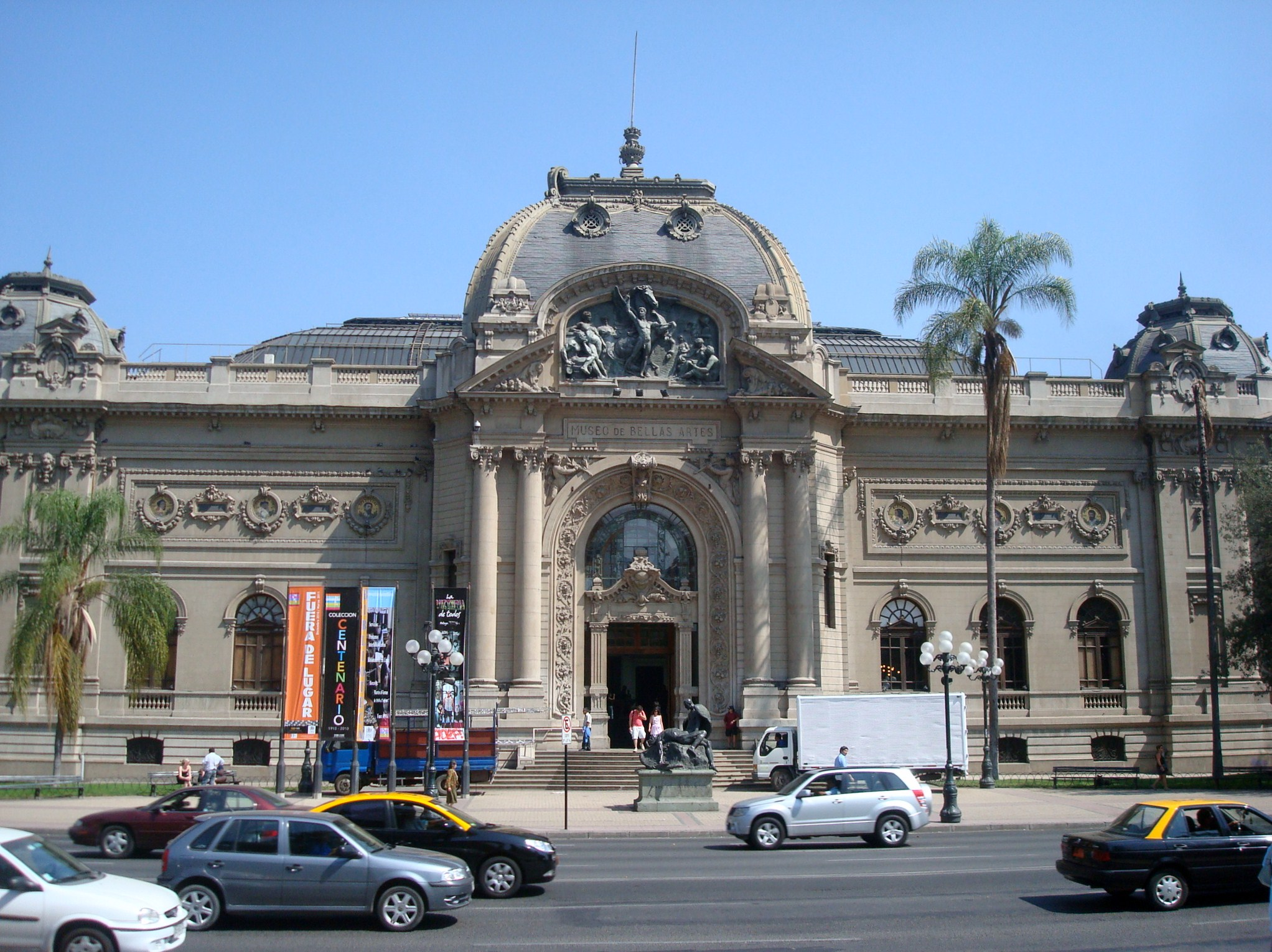
Museo Nacional de Bellas Artes.

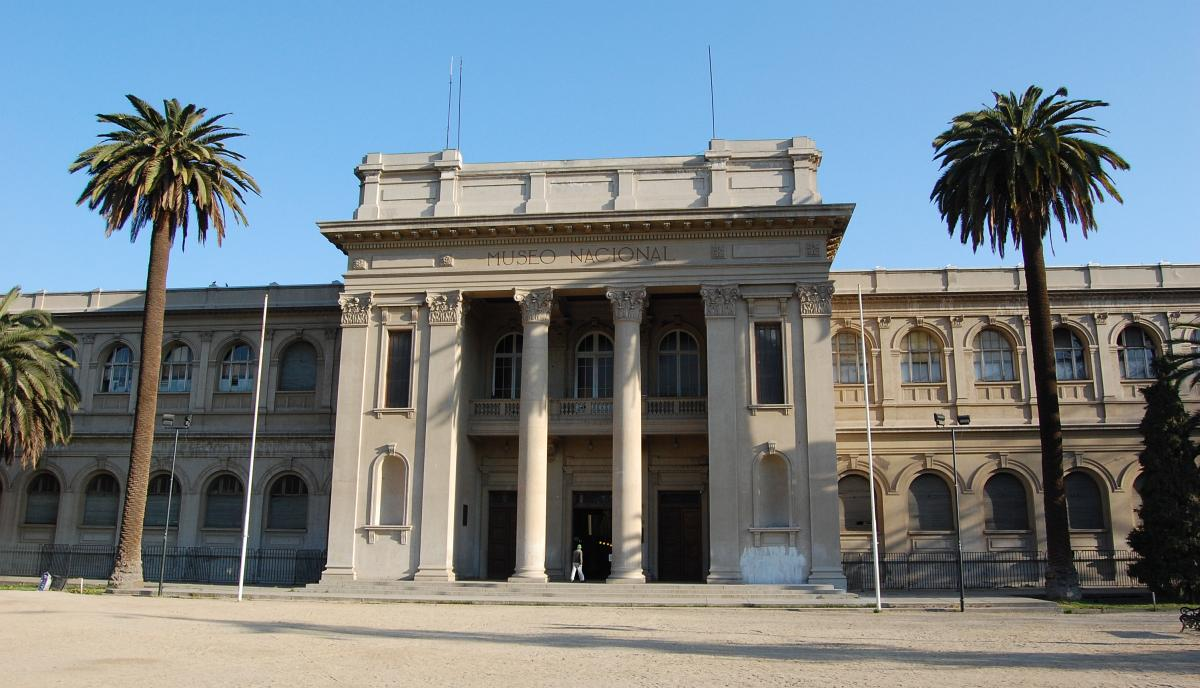
Museo Nacional de Historia Natural.

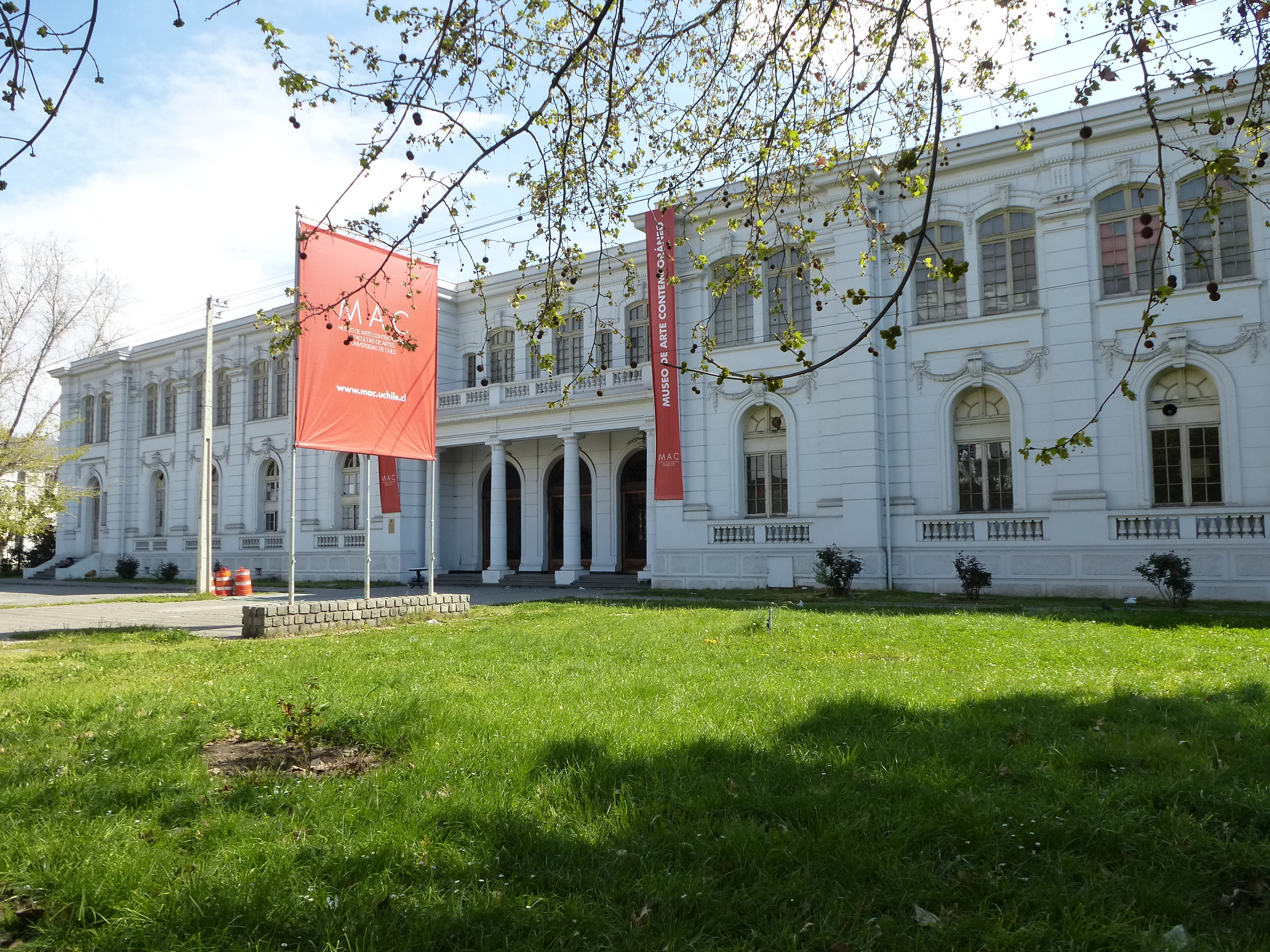
MAC Quinta Normal.

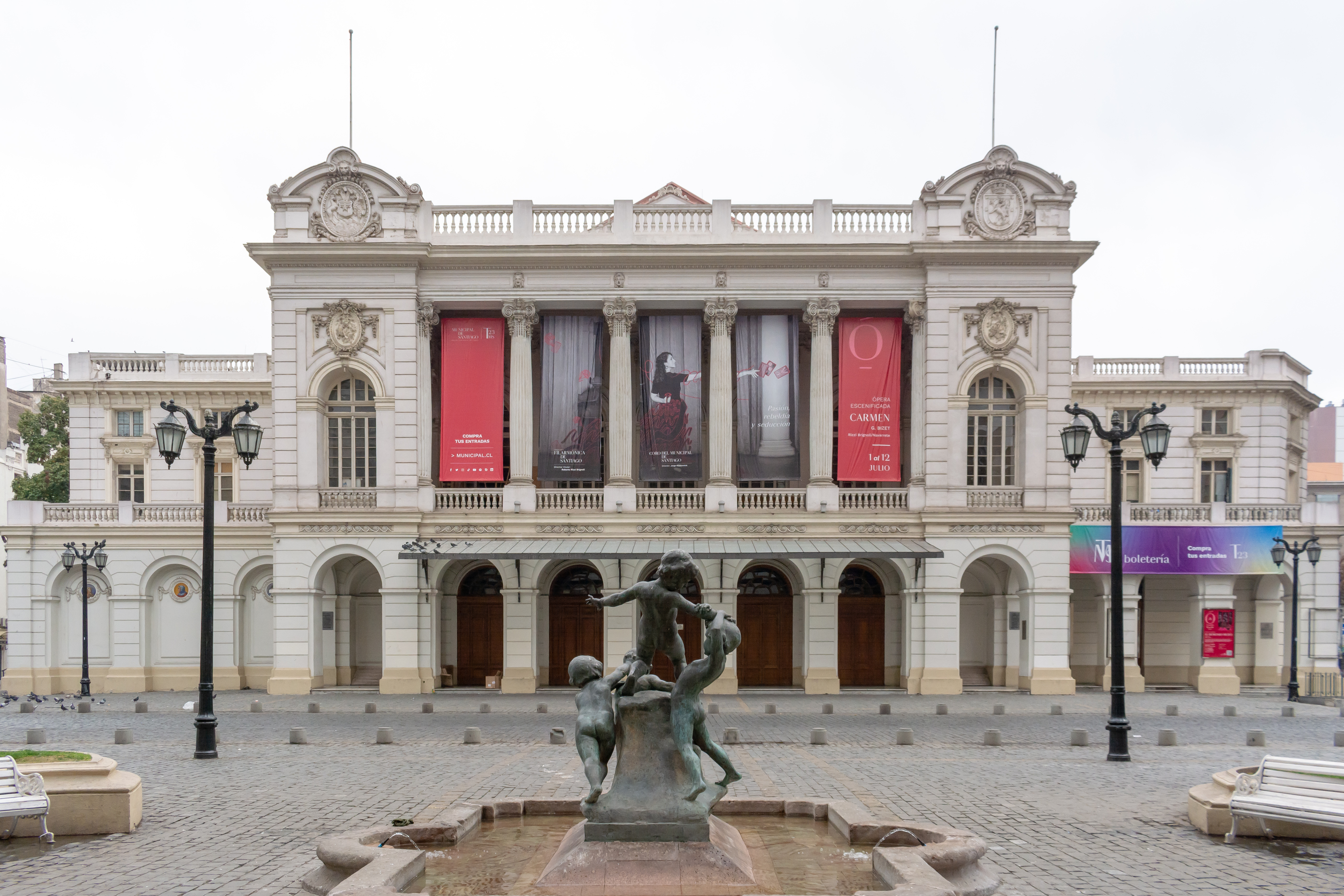
Teatro Municipal de Santiago.

La comuna de Santiago posee una alta diversidad cultural, dirigida por la Corporación Cultural de Santiago, que coordina diversas instituciones y espacios culturales en la comuna.
En cuanto a bibliotecas, destacan la Biblioteca Nacional de Chile, uno de los centros más importantes para la preservación del patrimonio literario y documental del país. También se encuentran la BiblioGAM, ubicada en el Centro Cultural Gabriela Mistral, la Biblioteca de Santiago, un espacio moderno y accesible, y la Biblioteca del Congreso Nacional de Chile, que sirve a las necesidades legislativas y del público general. Además, la Biblioteca Pública Municipal de Santiago Nicomedes Guzmán (N.º 104) ofrece un valioso servicio a la comunidad local.
La oferta de centros culturales es amplia, encabezada por el Centro Cultural Estación Mapocho, un ícono de la ciudad, y el Centro Cultural Gabriela Mistral (GAM), que alberga exposiciones y actividades culturales de gran relevancia. También destaca el Centro Cultural Palacio La Moneda, con sus exhibiciones de arte y cine. Otras instituciones notables son el Centro Arte Alameda y la Corporación Cultural Balmaceda Arte Joven, que tiene sedes tanto en Cal y Canto como en el Parque Quinta Normal. Finalmente, el Centro de Arte Experimental Perrera Arte, ubicado en un antiguo refugio canino, ofrece una plataforma innovadora para el arte contemporáneo.
La comuna alberga una gran cantidad de museos, comenzando por el Museo Nacional de Historia Natural de Chile en el Parque Quinta Normal, el Museo Nacional de Bellas Artes de Chile, y el Museo Chileno de Arte Precolombino, que destacan por sus colecciones y su importancia en la preservación del patrimonio cultural. También se encuentran otros importantes museos como el Museo Histórico Nacional, el Museo de la Memoria y los Derechos Humanos, y el Museo de la Solidaridad Salvador Allende, entre muchos otros. Espacios como el Museo de Ciencia y Tecnología, el Museo Ferroviario de Santiago y el Museo Infantil ofrecen experiencias educativas y lúdicas tanto para adultos como para niños. Además, la ciudad cuenta con el Museo de Arte Contemporáneo de Santiago, que tiene sedes en el Parque Quinta Normal y en el Parque Forestal, y el Museo de Arte Popular Americano, que se especializa en el arte folclórico de América.
El panorama teatral es igualmente vibrante, con espacios emblemáticos como el Teatro Municipal de Santiago, reconocido por su importancia en la ópera, ballet y música clásica, y el Teatro Caupolicán, que alberga conciertos y eventos de gran escala. Otros teatros importantes son el Teatro Novedades, el Teatro La Cúpula, el Teatro Ictus, el Teatro Huemul y el Teatro Cariola, todos ellos ofreciendo una variada cartelera de obras de teatro, música y espectáculos.
Finalmente, la comuna de Santiago también alberga otros espacios culturales y patrimoniales, como el Archivo Nacional de Chile, que custodia documentos históricos de gran relevancia, y el Palacio Cousiño, que ofrece una mirada al pasado aristocrático de la ciudad. Además, destacan el Museo de los Bomberos de Santiago, el Museo Histórico y Militar de Chile, el Museo Numismático del Banco Central de Chile y el Museo Postal y Telegráfico.

## Sitios de interés

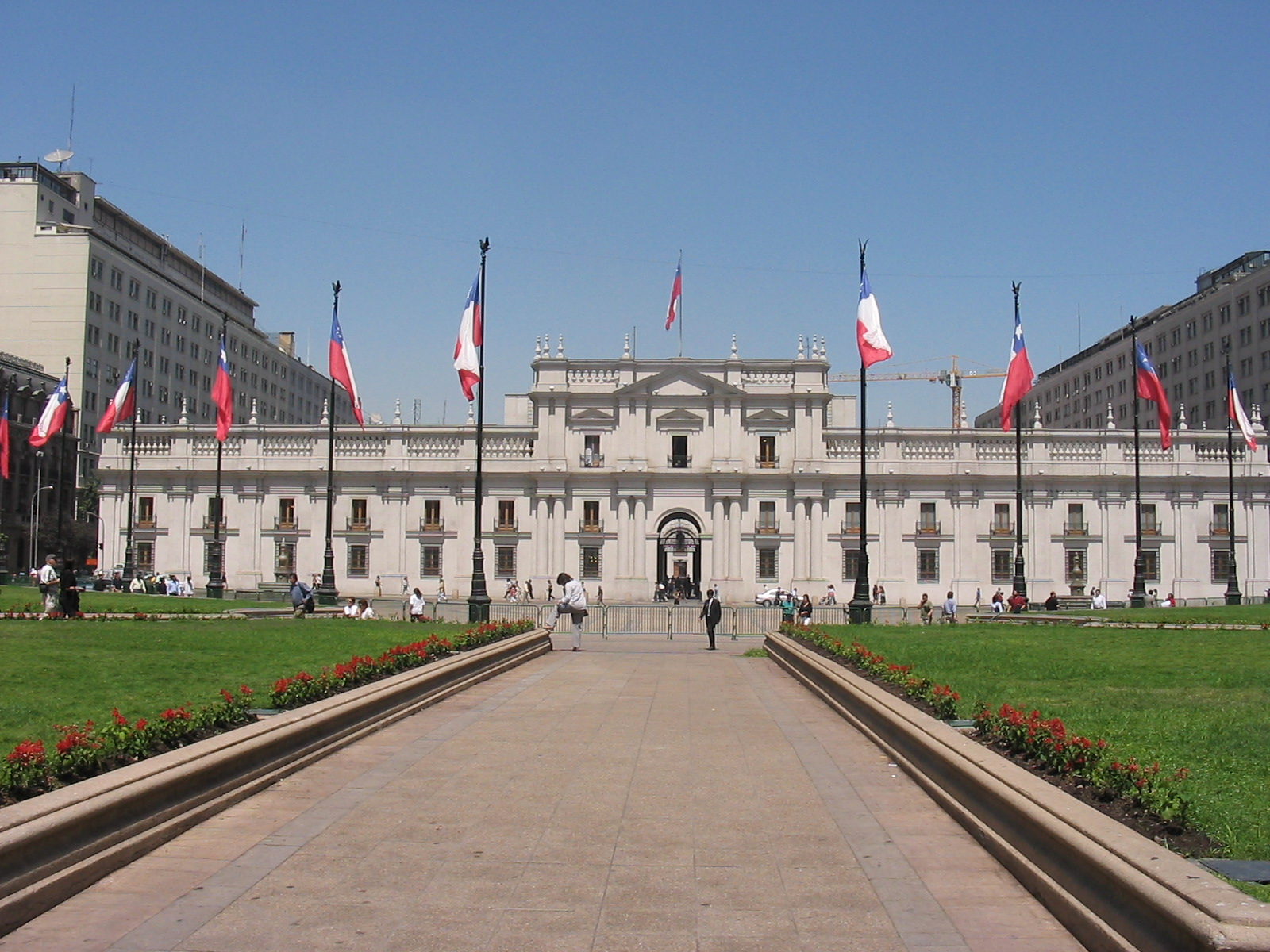
Palacio de La Moneda.

En la comuna de Santiago se concentran las actividades comerciales, financieras, administrativas y políticas del país. Junto con Sanhattan, son los dos sectores más concurridos del Gran Santiago para el turismo urbano.
El Palacio de La Moneda, sede del Gobierno, ubicado en la Plaza de la Constitución, se encuentra a cuadras del Palacio de Tribunales, sede de la Corte de Apelaciones de Santiago y de la Corte Suprema. El Congreso Nacional estuvo en la comuna hasta 1990, cuando fue trasladado a Valparaíso.
En esta comuna también se ubica la Bolsa de Comercio de Santiago y la mayoría de las casas centrales de universidades y bancos. Muchos edificios públicos son testimonio de la vida pasada del país, de las épocas de la dominación española y la independencia.
Existe un eje cultural conformado por la avenida Costanera Andrés Bello, que bordea el Río Mapocho desde el Museo Nacional de Bellas Artes, donde se encuentra el Mercado Central, la estación Mapocho y la reunión de las avenidas La Paz e Independencia.

### Patrimonio

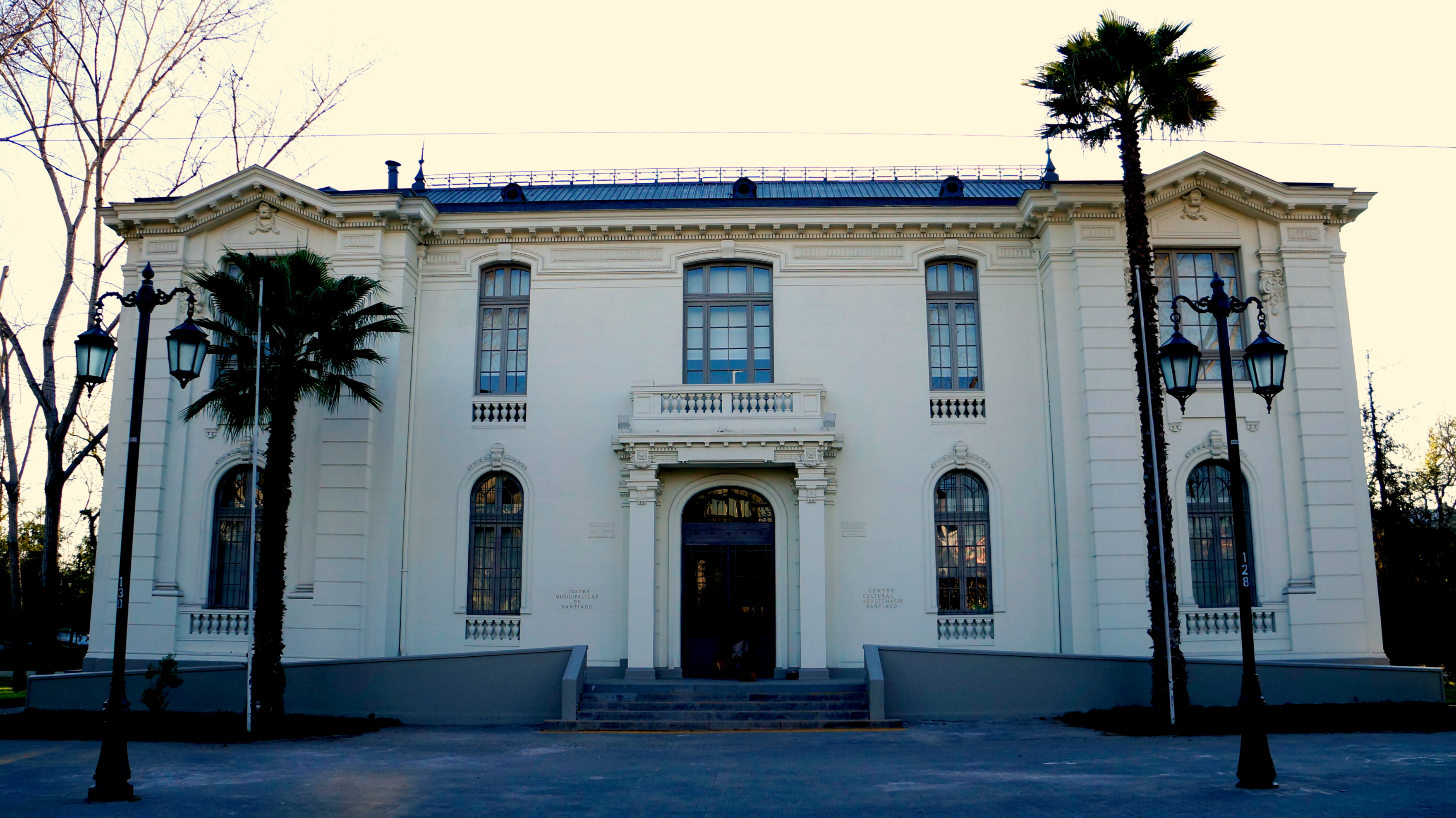
Pabellón de Enología.

La comuna posee seis Monumentos Nacionales: una Zona Típica y cinco Monumentos Históricos.
| Inmueble                                    | Clasificación |
| ------------------------------------------- | ------------- |
| 22 piezas del Museo Ferroviario de Santiago | MH            |
| Invernadero de la Quinta Normal             | MH            |
| Museo Nacional de Historia Natural          | MH            |
| Palacio Versailles                          | MH            |
| Cité Las Palmas                             | ICH           |
| Pabellón de Enología                        | ICH           |
| Santuario Cristo Pobre                      | ICH           |
| Casa Obrecht                                | ivp           |
| Partenón                                    | ivp           |

MH: Monumento Histórico 

ZT: Zona Típica 

ICH: Inmueble de Conservación Histórica 

ivp: inmueble de valor patrimonial

## Transporte

### Vías y acceso
La comuna de Santiago cuenta con una red vial compuesta por autopistas, avenidas y calles principales, que facilitan el tránsito y conectan la comuna con otras áreas de la Región Metropolitana de Santiago. Entre las principales vías vehiculares destacan:
- Autopista Central: Parte de la Ruta 5 y conocida también como la "Carretera Panamericana", atraviesa la comuna de norte a sur, permitiendo una conexión rápida con otras comunas de la ciudad y facilitando el acceso al centro histórico de Santiago.

- Avenida Libertador General Bernardo O'Higgins: Conocida comúnmente como la "Alameda", es una de las arterias más importantes de la capital. Atraviesa Santiago Centro de este a oeste y concentra gran parte del flujo vehicular, conectando con importantes puntos de la ciudad como la plaza Baquedano, el Palacio de La Moneda y el Centro Cultural Gabriela Mistral.

- Avenida Vicuña Mackenna: Una de las principales avenidas que conecta el suroriente de Santiago con el centro. Parte desde la plaza Italia y se extiende hacia las comunas del sector sur como Ñuñoa, Macul y La Florida.

- Avenida Matta: Importante vía que conecta el sector oriente de Santiago Centro con otras comunas. Cruza la comuna en dirección este-oeste y se caracteriza por tener gran actividad comercial y residencial.

- Avenida Santa Isabel: Atraviesa Santiago Centro de este a oeste, siendo una vía de alto tránsito que conecta sectores comerciales y residenciales. Sirve como una vía alternativa a la Alameda para cruzar el centro de la ciudad.

- Avenida Portugal: Corre en sentido norte-sur y es una arteria clave que conecta la avenida Libertador General Bernardo O'Higgins con la avenida Matta, siendo un enlace importante entre el centro histórico y el sector sur de Santiago.

- Calle San Diego: Importante calle comercial que cruza la comuna en sentido norte-sur, conocida por su actividad comercial y su conexión con los barrios céntricos de la ciudad.

### Red Metropolitana de Movilidad
La Red Metropolitana de Movilidad cubre toda la comuna de Santiago Centro con numerosas rutas que conectan tanto con otras comunas de la ciudad como con los principales puntos de interés del centro histórico. Las líneas de buses permiten el traslado eficiente hacia sectores como el Barrio Cívico, el Barrio Lastarria, la plaza de Armas de Santiago y otros puntos turísticos y comerciales.

### Metro

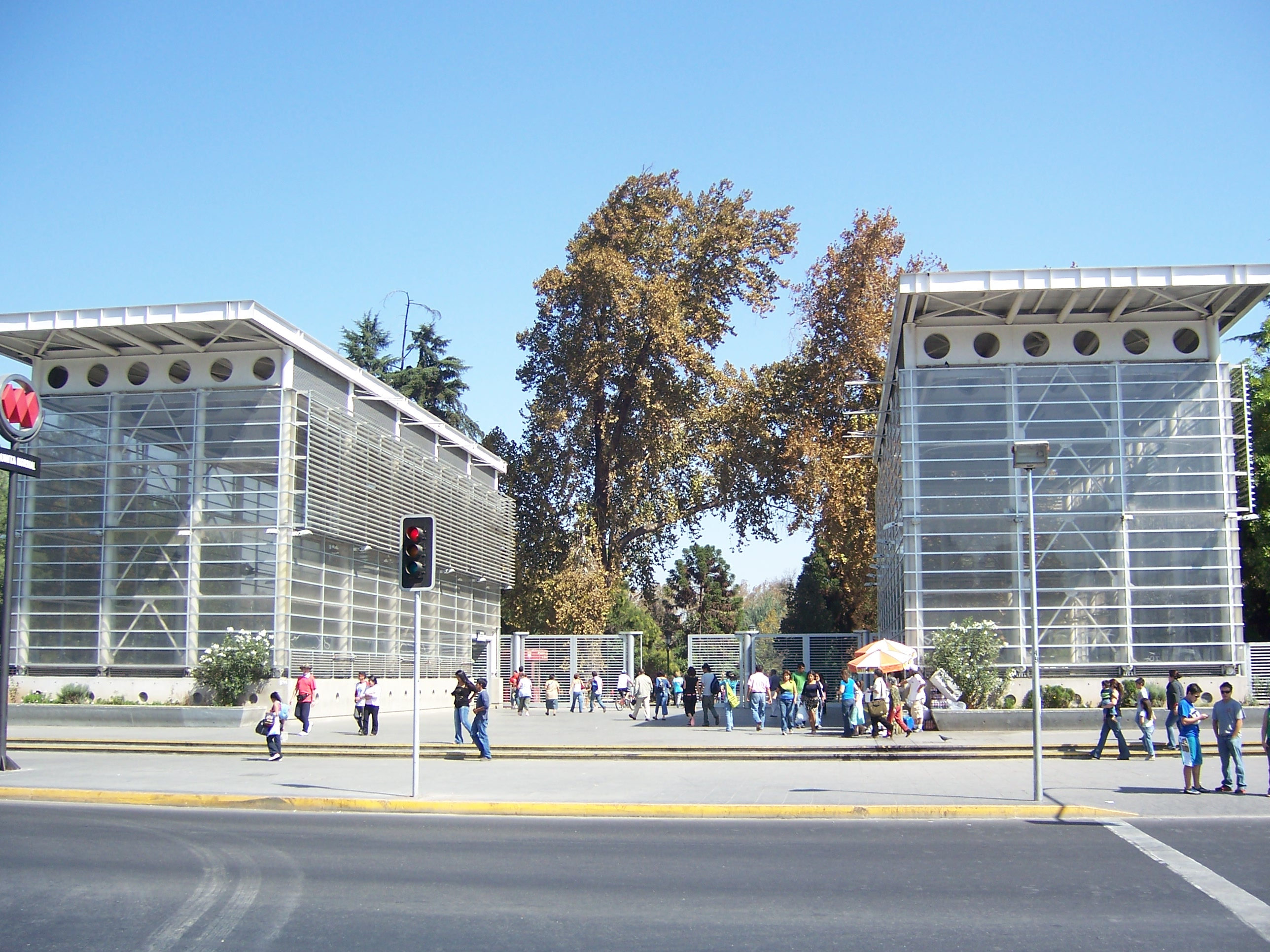
Metro Quinta Normal

Cinco líneas del Metro de Santiago surcan por la comuna mientras que hay dos en planificación.
: Estación Central • Unión Latinoamericana • República • Los Héroes • La Moneda • Universidad de Chile • Santa Lucía • Universidad Católica • Baquedano
: Puente Cal y Canto • Santa Ana • Los Héroes • Toesca • Parque O'Higgins • Rondizzoni • Franklin
: Puente Cal y Canto • Plaza de Armas • Universidad de Chile • Parque Almagro • Matta
: Quinta Normal • Cumming • Santa Ana • Plaza de Armas • Bellas Artes • Baquedano
: Franklin • Bio-Bío
 (nombre tentativos): Cumming • Puente Cal y Canto • Baquedano
 (nombre tentativos): Puente Cal y Canto • Santa Lucía • Matta • Ñuble • Bio-Bío
La línea 7 estará operativa para el año 2028, mientras que línea 9 para el año 2030.

### Ciclovías
En ciclovías, la comuna cuenta con un sistema de monitoreo automático de contador de bicicletas, el primero en su tipo de Latinoamérica. Las calles que poseen son Curicó, Rosas y Santa Isabel.

## Deportes

### Fútbol
La comuna de Santiago tiene a un club participando en los Campeonatos Nacionales de Fútbol en Chile.
- Municipal Santiago (Tercera División B 2016-2017/Tercera División A 2018-presente).

Aparte, Libertad de Santiago participa en la Asociación de Fútbol de Cerrillos.